# Paris-Roubaix de 1936
A 37.ª edição da Paris-Roubaix teve lugar a 12 de abril de 1936 e foi vencida pelo francês Georges Speicher.

## Classificação final
|    | Ciclista         | Equipa        | Tempo           |
| -- | ---------------- | ------------- | --------------- |
| 1  | Georges Speicher | Alcyon-Dunlop | 7 h 17 min 57 s |
| 2  | Romain Maes      | Alcyon-Dunlop | m.t.            |
| 3  | Gaston Rebry     | Alcyon-Dunlop | m.t.            |
| 4  | Romain Gijssels  | Dilecta       | + 1 min 30 s    |
| 5  | Jules Rossi      | Alcyon-Dunlop | + 1 min 30 s    |
| 6  | Jean Wauters     | Helyett       | + 1 min 30 s    |
| 7  | Frans Bonduel    | Dilecta       | + 3 min 01 s    |
| 8  | Emiel Vandepitte | Dilecta       | + 3 min 01 s    |
| 9  | Sylvain Grysolle | Dilecta       | + 6 min 34 s    |
| 10 | Léon Level       | Helyett       | + 6 min 34 s    |